# Raggedy Man
Raggedy Man is een Amerikaanse film van Jack Fisk die werd uitgebracht in 1981. 
Deze film is het regiedebuut van Jack Fisk, production designer en echtgenoot van Sissy Spacek. 

## Verhaal
1944. Nita is een jonge gescheiden moeder die veel moeite moet steken in de opvoeding van haar twee zoontjes. Ze verdient haar brood als telefoniste in een Texaans stadje. Voor haar job moet ze lange uren kloppen en dag en nacht beschikbaar zijn. Omdat ze gescheiden is wordt ze gemeden door de mensen van fatsoen. Net omdat ze alleenstaande is moet ze zich echter ook het ongepast gedrag en opmerkingen van de primitieve mannen van het stadje laten welgevallen.  
Op een avond klopt Teddy, een matroos op verlof, bij haar aan om te telefoneren naar zijn thuisfront. Wanneer hij verneemt dat zijn vriendin niet langer in hem geïnteresseerd is blijft hij bij Nita. Er ontstaat een innige vriendschap tussen hen die spoedig uitgroeit tot liefde. De twee zoontjes van Nina zijn opgetogen met de aanwezigheid van een jonge man die zich opwerpt als hun beschermer. Dit veroorzaakt al gauw geroddel in het stadje en afgunst bij de mannen die in Nita alleen maar een prooi zien.
De idylle blijft niet duren want Teddy moet weer zijn eenheid vervoegen.

## Rolverdeling
| Acteur            | Personage               |
| ----------------- | ----------------------- |
| Sissy Spacek      | Nita Longley            |
| Eric Roberts      | Teddy Roebuck           |
| Sam Shepard       | Bailey                  |
| R. G. Armstrong   | Rigby, de baas van Nita |
| William Sanderson | Calvin                  |
| Henry Thomas      | Harry                   |
| Tracey Walter     | Arnold                  |